# 黃家俊
黃家俊（英語：Kendrew Wong Ka Chun，1975年1月26日—），前香港新聞從業員，曾任無綫新聞高級記者兼主播。
黃家俊1998年畢業於香港浸會大學傳理學院新聞系，在學時已於有線新聞實習並擔任兼職記者，畢業後於有線電視任記者及主播。
黃家俊於2003年初轉職無綫新聞擔任高級記者，2004年12月起兼任主播，曾報道《香港早晨》、《午間新聞》、《晚間新聞》、《新聞提要》。2006年7月開始，黃家俊跟許方輝交替報道周六、日《六點半新聞報道》；而在2007年6月12日起，他接替已離職並跳槽Now寬頻電視的李臻擔任周一至周五的《六點半新聞報道》。此外，黃家俊亦曾擔任2005年至2007年的《國際大事回顧》主持。黃家俊於2011年4月1日才離開無線新聞部，隨後轉至香港鐵路有限公司擔任公關，現為總經理-企業傳訊。同時也在香港城市大學法律學院進修，2016年取得法學碩士學位。

## 新聞以外
- 黃家俊於2011年1月18日，駕車上班途中遇上交通意外，幸好只受輕傷。
- 黃家俊於2011年1月26日，36歲生日當天，採訪柴灣歌連臣角懲教所舉行周年記者會，參觀餐飲訓練工場期間，獲學徒送上生日蛋糕為他慶祝生日。[2]

## 文獻
1. ↑  .   [2011-01-04]. （原始内容存档于2012-05-01）.
2. ↑  隔牆有耳：採訪有驚喜　主播監獄慶生

## 外部連結
- 2007國際大事回顧
- 2006國際大事回顧  （页面存档备份，存于）
- 2005國際大事回顧 （页面存档备份，存于）
- 六點半新聞報道 （页面存档备份，存于）